# Christopher Scolese
Christopher J. Scolese est un ingénieur et fonctionnaire du renseignement américain, directeur du National Reconnaissance Office. Il a été nommé 19e directeur du National Reconnaissance Office (DNRO) le 1er août 2019. Scolese a prêté serment le 5 août 2019.

## Formation
Scolese est titulaire d'un baccalauréat en sciences en génie électrique et informatique de l'University at Buffalo (1978), d'une maîtrise en génie électrique et informatique de la George Washington University (1982) et d'un doctorat en ingénierie des systèmes de la George Washington University, Washington, D.C. (2016). Il a reçu un doctorat honorifique de l'University at Buffalo en 2015.

## Carrière
Scolese commence sa carrière gouvernementale en 1978 en tant qu'officier de la marine américaine, soutenant divers programmes de propulsion nucléaire navale pour la marine américaine et le département de l'Énergie. Il sert en service actif jusqu'en 1983, puis dans la réserve de la marine jusqu'en 1991, prenant sa retraite avec le grade de lieutenant.
En 1987, après une brève période dans le secteur gouvernemental et industriel, Scolese rejoint la NASA, où il est affecté au Goddard Space Flight Center. Pendant cette période, il occupe divers postes de direction, notamment responsable des systèmes du Earth Observing System (EOS), chef de projet EOS Terra, responsable du programme EOS et directeur adjoint des programmes de vol et des projets pour les sciences de la Terre.
En 2001, Scolese est affecté au siège de la NASA à Washington, D.C., où il occupe le poste d'administrateur associé adjoint au sein du Bureau des sciences spatiales. À ce titre, il est responsable de la gestion, de la direction et de la supervision du programme de vol scientifique spatial de la NASA, des études de mission, du développement technologique et de la gestion globale du contrat avec le Jet Propulsion Laboratory.
En 2004, Scolese devient directeur adjoint du Goddard Space Flight Center, où il assiste le directeur dans la supervision de toutes les activités, avant de retourner à Washington, D.C. pour devenir ingénieur en chef de la NASA en 2005. À ce poste, il est responsable de s'assurer que tout le développement et les opérations de mission étaient planifiés et réalisés sur une base d'ingénierie solide. En 2007, il est nommé administrateur associé, chargé de la supervision et de l'intégration des efforts programmatiques et techniques de la NASA. De janvier à juillet 2009, Scolese est administrateur par intérim de la NASA, responsable de la direction, de la conception et de la mise en œuvre du programme spatial civil de la nation.
En 2012, l'administrateur de la NASA, Charles Bolden, choisit Scolese pour devenir directeur du Goddard Space Flight Center. Dans une interview de 2017, Bolden indique que cela reflétait son souhait de confier à Scolese la "responsabilité de leadership et de prise de décision pour le télescope spatial James-Webb au Goddard.". Au Goddard, Scolese dirige la plus grande organisation nationale de scientifiques, d'ingénieurs et de technologues responsables de la construction de vaisseaux spatiaux, d'instruments et de nouvelles technologies pour étudier la Terre, le Soleil, le système solaire et l'univers. Le 31 juillet 2019, il prend sa retraite de la NASA pour devenir directeur du National Reconnaissance Office.